# Schloss Schönbichl (Kranzberg)

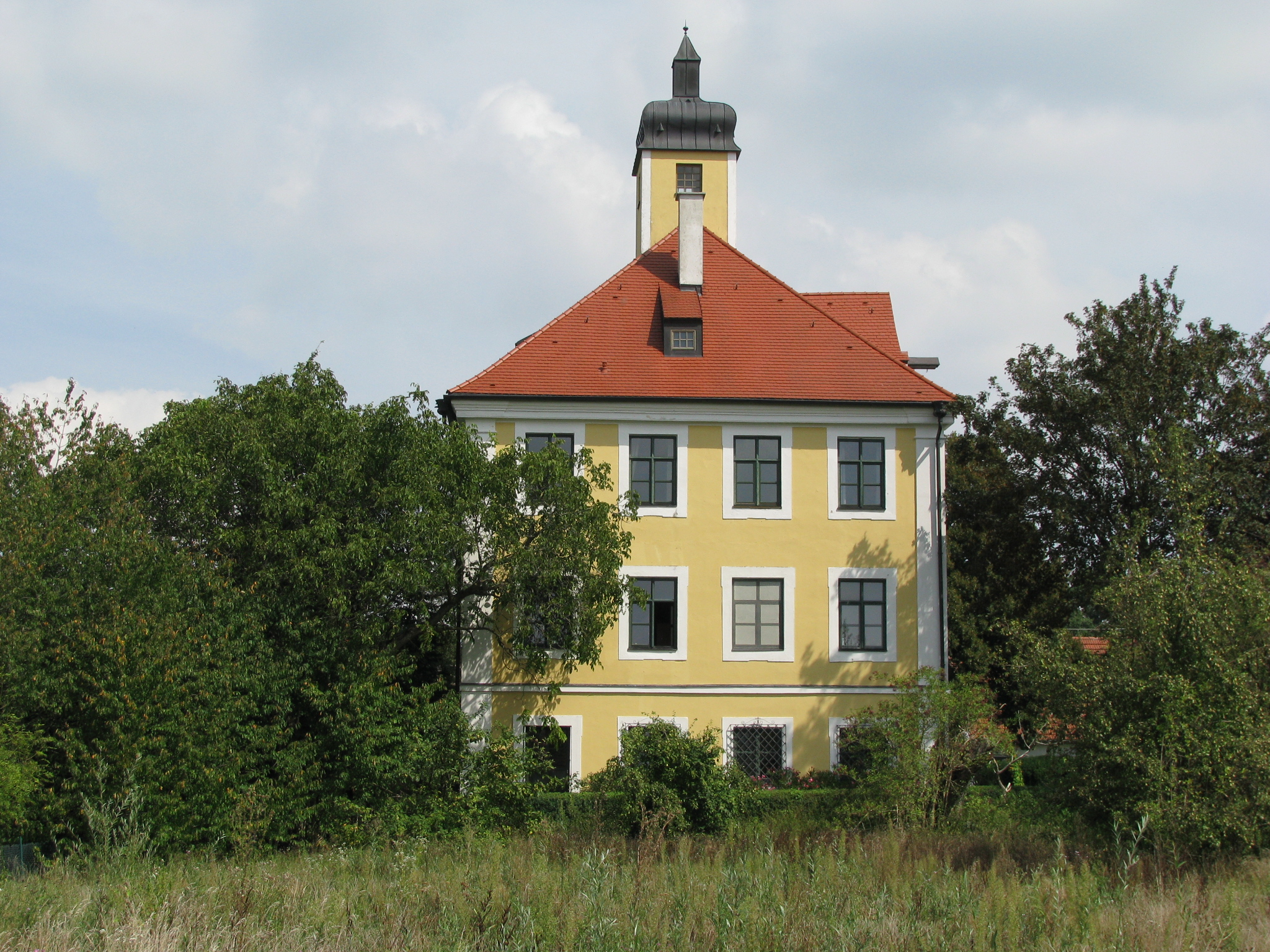
Ansicht aus westlicher Richtung

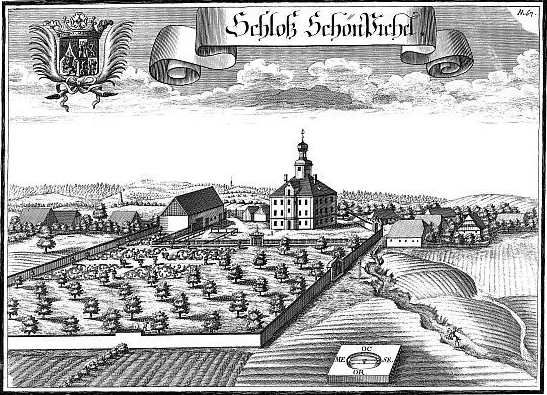
Schloss Schönbichl (Kranzberg) nach einem Stich von Michael Wening (1726)

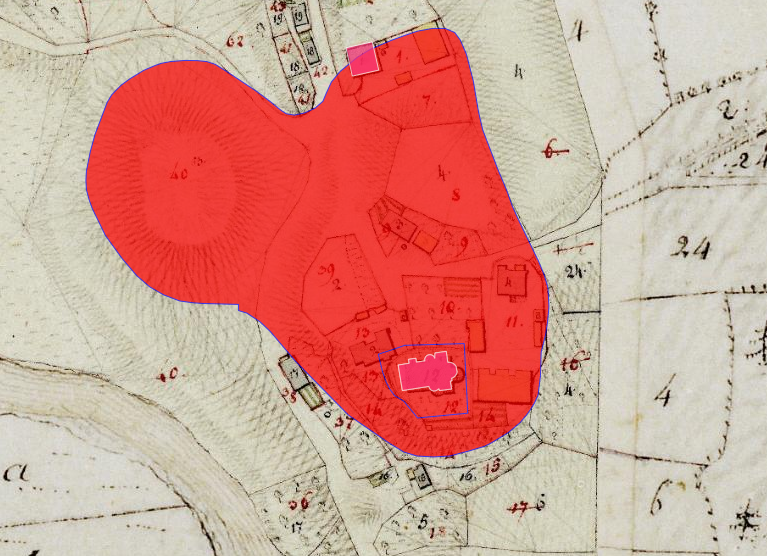
Lageplan von Schloss Schönbichl (Kranzberg) auf dem Urkataster von Bayern

Schloss Schönbichl ist ein Schloss in  Schönbichl, einem Ortsteil der Gemeinde Kranzberg im oberbayerischen Landkreis Freising. Die Anlage ist unter der Aktennummer D-1-78-137-22 als denkmalgeschütztes Baudenkmal von Schönbichl verzeichnet. Ebenso wird sie als Bodendenkmal unter der Aktennummer D-1-7535-0001 im Bayernatlas als „Burgstall des Mittelalters und der frühen Neuzeit ("Schloss Kranzberg"), ferner Körpergräber des späten Mittelalters und abgegangene Kapelle der frühen Neuzeit ("St. Pantaleon") sowie Siedlung der Bronzezeit, der späten Hallstattzeit und der frühen Latènezeit“ geführt.

## Geschichte
Schönbichl wurde 1197 zum ersten Mal urkundlich erwähnt. Es war von 1650 bis 1808 Sitz einer adeligen Hofmark mit 6 Anwesen. Sie war bis 1814 im Besitz der Freiherren von Barbier.

## Beschreibung
Das heutige Gebäude ist ein dreigeschossiger barocker Walmdachbau aus der Zeit um 1682. Das DSchloss liegt in erhöhter Lage, es besitzt einen Mittelrisalit an der Südseite, der Dachreiter wurde 1995/96 rekonstruiert. Im gewölbten Erdgeschoss befindet sich eine Kapelle.